# Giuseppe Cocchiara
Giuseppe Maria Cocchiara (Mistretta, 5 marzo 1904 – Palermo, 24 gennaio 1965) è stato un antropologo ed etnologo italiano, fra i maggiori studiosi di storia delle tradizioni popolari e folklore.

## Biografia
Nacque a Mistretta, da Giuseppe – avvocato e possidente terriero – e da Antonina Insinga, nel palazzetto di famiglia in via Libertà, costruito nei primi anni dell'Ottocento quando il nonno trasferì la famiglia (e parte dei propri capitali) per partecipare, insieme alla famiglia Salomone, alla rivoluzione economico-agricola e che portò Mistretta ad essere centro economicamente florido e luogo di residenza stagionale per famiglie aristocratiche e di potere.
Di famiglia benestante e colta, a Mistretta stringe amicizia con il filologo Antonino Pagliaro, suo concittadino di qualche anno più anziano, in un ambiente socialmente non tanto aperto alle influenze esterne ma fervido nella propria, ricca tradizione culturale locale. È grazie a questi incontri – non fortuiti – che nasce il suo interesse e la sua partecipazione umana allo studio della poesia popolare, uno dei principali campi d'indagine demo-etnologica su cui si aprirà, col primo libro, e si chiuderà, con l'ultimo, la sua vita di studio e di ricerca.
Il padre insisteva affinché Giuseppe, il maggiore dei suoi quattro figli, fosse accanto a lui nella professione forense e nell'amministrazione del patrimonio familiare ma, di fronte ai successi del figlio, che già adolescente pubblica piccoli articoli su giornali locali e passa la maggior parte del suo tempo alla lettura e allo studio, rinuncia ad ogni ulteriore pressione, adoperandosi nel sostenere economicamente gli studi prediletti dal figlio, viaggi e soggiorni all'estero compresi.

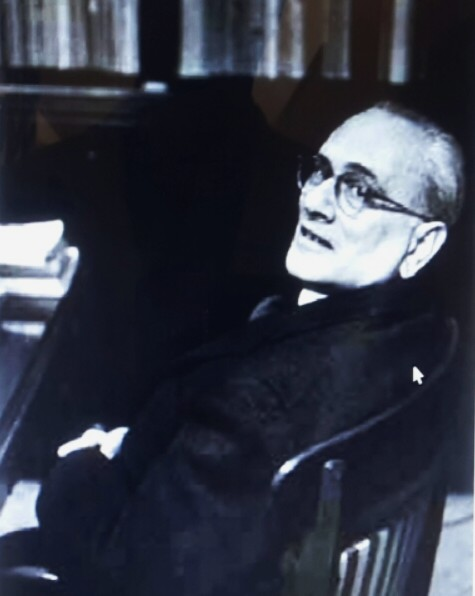
Giuseppe Cocchiara nel 1933 durante la sua esperienza di studio a Oxford

A diciotto anni vede già alle stampe il suo primo libro, e l'anno seguente si iscrive al corso di laurea in giurisprudenza dell'Università di Palermo, dove si avvicina alla vasta opera lasciata da Giuseppe Pitrè sulle tradizioni popolari e la cultura materiale siciliane.  Dopo la laurea con una tesi sull'opera legislativa di Federico II, continua nello studio dei lavori di Pitré, pubblicando diversi articoli, saggi e libri. Nel 1927 si trasferisce a Firenze, dove viene in contatto con alcuni dei maggiori filologi e letterati dell'epoca, fra cui Michele Barbi, Pio Rajna, Paolo Emilio Pavolini, Guido Mazzoni, Aldobrandino Mochi. A Firenze, organizzerà, assieme a Paolo Toschi, il primo "Congresso nazionale delle tradizioni popolari", dove ha modo di conoscere Raffaele Pettazzoni, che gli consiglia di trascorrere un soggiorno di studio all'estero, indirizzandolo a Londra. 
Il soggiorno in Inghilterra, inframezzato da qualche ritorno in patria, si protrae fino al 1932. A Londra, segue le lezioni di Bronisław Malinowski e di Robert Ranulph Marett, frequenta la "Folklore Society", entra nel vivo delle problematiche della scuola inglese di antropologia sociale con i suoi indirizzi e metodi, fra cui l'evoluzionismo (di Marett), il funzionalismo (di Malinowski) e il comparativismo. Trascorre il resto delle sue giornate nelle sale e nella biblioteca del British Museum e attende ai seminari di Marett. Approfondisce gli studi su Edward Tylor, Alice Bertha Gomme, Andrew Lang, James Frazer, grazie ai quali intravede l'importanza dei legami fra etnologia e demologia, ovvero fra il "passato" e il "presente" delle popolazioni attraverso le loro manifestazioni folkloriche studiate da un punto di vista comparativo, tematiche, queste, che saranno al centro della sua riflessione negli anni seguenti.
Ritornato a Palermo nel 1932, Cocchiara inizia la carriera accademica riprendendo gli studi di cultura popolare laddove li aveva lasciati Pitré ma riesaminati alla luce della sua formazione in Inghilterra. Dopo la libera docenza nel 1933, l'anno seguente ha l'incarico di un nuovo insegnamento all'Università di Palermo, denominato letteratura delle tradizioni popolari, una delle prime cattedre italiane di cultura e tradizioni popolari.
Collaboratore della rivista Critica fascista di Bottai, Cocchiara è tra le personalità che aderiscono al Manifesto della razza in appoggio alla promulgazione delle leggi razziali fasciste del 1938. L'adesione convinta di Cocchiara al razzismo scientifico fascista è testimoniata anche dai suoi contributi al periodico La difesa della razza, inclusi alcuni di carattere antisemita.
Conseguito ad opera del governo alleato nel dicembre 1943 il titolo di professore titolare straordinario di Letteratura delle tradizioni popolari all'università di Palermo, nel 1944 viene assegnato ad una nuova cattedra appositamente creata per la Storia delle tradizioni popolari,. 
Nel 1948, viene attivato l'insegnamento di antropologia sociale, anch'esso fra i primi in Italia ed altresì assegnato a Cocchiara che si era già mobilitato, durante l'occupazione degli alleati, all'istituzione del primo corso di laurea in Scienze etno-antropologiche in Italia, della durata legale di quattro anni, il quale tuttavia verrà sospeso dopo solo tre anni di attività.
A Palermo, Cocchiara assume pure la direzione dell'Istituto di Studi etno-antropologici della Facoltà di Lettere e Filosofia di cui è preside dal 1951 alla morte. Al contempo, Cocchiara si premura affinché l'opera museografica di Pitré avesse un degno seguito, per cui volentieri assume, nel 1934, l'incarico di riordinare il museo etnografico fondato a Palermo proprio da Pitré ma lentamente abbandonato dopo la sua morte. Cocchiara lo riorganizzerà e risistemerà fino a portarlo ad essere uno dei più importanti musei etnografici europei. Associato ad esso, vi sarà una nuova rivista, gli Annali del Museo Pitré, che Cocchiara dirigerà fino alla morte prematura per un male incurabile, sopraggiunta a Palermo il 24 gennaio del 1965.

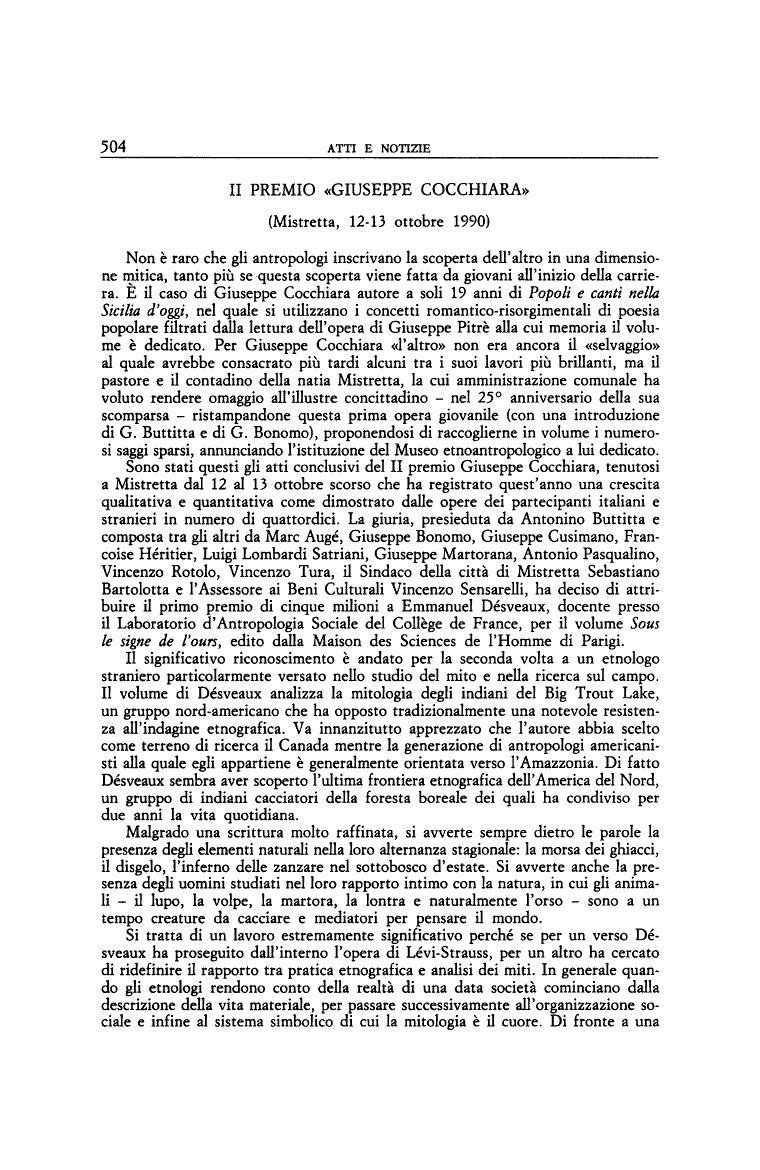
Atti "Premio Internazionale Giuseppe Cocchiara"

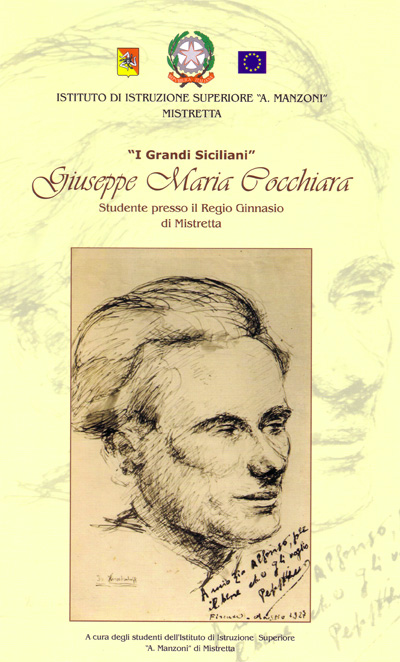
Copertina del libro dedicato " I grandi siciliani"

## Gli studi, le ricerche, le opere
Già dall'adolescenza trascorsa nel suo paese natale, Mistretta, a stretto contatto con la fervida tradizione socio-culturale locale, Cocchiara si interessa all'etnologia ed alla cultura popolare, scrivendo alcuni brevi articoli e pubblicando, nel 1923, il suo primo libro sulla storia delle tradizioni del popolo siciliano, frutto di una iniziale ricerca sul campo svolta nel territorio, dal titolo Popolo e canti nella Sicilia d'oggi. Girando Val Demone, e dedicato al Pitré. Continua – anche durante gli studi universitari a Palermo – lungo questi studi, pubblicando nel 1926 Le vastasate. Contributo alla storia del teatro popolare e nel 1929 L'anima del popolo italiano nei suoi canti, opere in cui si rivela appieno la passione di Cocchiara per gli studi folklorici, mentre sono del 1928 Gli studi delle tradizioni popolari in Sicilia, di natura prevalentemente storiografica, che segneranno l'inizio di quel lungo percorso che porterà Cocchiara alla stesura di quelle opere che lo renderanno uno fra i maggiori studiosi al mondo di tradizioni popolari e folklore: si tratta della Storia degli studi delle tradizioni popolari in Italia, del 1947, e della Storia del folklore in Europa, del 1952 e più volte riedita.
Durante il soggiorno in Inghilterra, Cocchiara maturerà nuove idee e diversi metodi di studio e di ricerca etno-antropologici tipici della scuola inglese di antropologia sociale, che declinerà proficuamente alla sua vocazione giovanile, ovvero le tradizioni popolari e il folklore. È del 1932 il volume The Lore of Folk-Song, in cui, per la prima volta, Cocchiara interpreta le manifestazioni folkloriche non come fenomenologie psicosociali dell'anima di un popolo, aventi una connotazione estetica e spirituale (secondo la linea di pensiero tratteggiata da Pitré), bensì come "sopravvivenze" di un passato ancestrale che continuano a riapparire simbolicamente nel presente (in accordo con le idee di Tylor e Marett). Sarà questa la chiave di volta del metodo di studio storico e di analisi etnologica delle tradizioni popolari e folkloriche che caratterizzerà l'opera di Cocchiara.
La prospettiva storicistica abbracciata da Cocchiara fin dall'adolescenza, e presente già nelle sue opere giovanili, rimane anche in quelle del periodo più maturo, come nel volume Il linguaggio del gesto degli anni '30 in cui egli cerca di rinvenire, anche sulla base dei criteri formali dell'evoluzionismo, le origini del gesto umano in antecedenti preistorici correlativi, precisamente nella preghiera, attribuendogli significati linguistici che lo collocano al livello della comunicazione umana simbolica. Le successive opere di Cocchiara, fra cui Genesi di leggende del 1940, riprendono nuovamente la giovanile tematica legata alla poesia popolare, le fiabe e le novelle, le credenze e le superstizioni, cercandone di rintracciare le origini e la genesi secondo un metodo storicistico e strutturale sulle orme di quanto fatto da Vladimir Propp sulle fiabe.
Verso gli anni '40, inizia un'altra fase dell'opera di Cocchiara, per certi versi l'ultima e più significativa, che si caratterizza per una più rimarcata visione storicistica degli oggetti e dei temi di studio che sono la sua attenzione. Dopo alcune monografie sul pensiero di Marett e Frazer, ritorna sulla tematica della superstizione con l'opera Sul concetto di superstizione del 1945, sempre attraverso le griglie interpretative e le idee di Tylor e soprattutto Marett, in particolare il concetto chiave di "sopravvivenza" ("survival") di un evento o fatto storico o folklorico che rivive nel processo di trasmissione storica della cultura di un popolo e di trasformazione del relativo contesto sociale, attraverso nuove forme simboliche e diversi significati attuali. Nelle opere Storia degli studi delle tradizioni popolari in Italia del 1947, e Il mito del buon selvaggio del 1948, Cocchiara matura una visione storicistica che risente pure dei nuovi influssi di Ernesto De Martino, mediata, dove possibile, sia dalle idee di Marett e dell'evoluzionismo, sia da quelle di Tylor sul mondo primitivo la cui essenza – Cocchiara ritiene – ancora persiste, come una presenza costante e ineludibile, nell'uomo occidentale civilizzato, sulla base dell'assunto di una fondamentale identità dello spirito umano.
Questa tematica, centrale nel pensiero di Cocchiara, sarà ulteriormente ripresa e ribadita ne L'eterno selvaggio del 1961, dove, sottolineando come la condizione selvaggia dell'umanità sia un'«eterna» ideale condizione umana, perviene pure – parallelamente, ma per altra via, a De Martino – a un superamento di quelle posizioni etnocentriche che hanno relegato ai margini dell'umanità le varie popolazioni primitive ancora esistenti nel mondo. Infine, nella Storia del folklore in Europa, forse la sua opera più nota e più volte ristampata dalla prima edizione del 1952, in cui si ripercorre la storia delle teorie del folklore in Europa ed unica nel suo genere, Cocchiara traccia quel contraddittorio percorso storico che ha attraversato l'Europa nella ricerca di una propria (semmai esiste) identità culturale attraverso il riflesso delle sue variegate manifestazioni folkloriche. 
Nel desiderio di dar maggior spazio alle discipline socio-umanistiche, Cocchiara altresì collabora, fin dagli ultimi anni '40, con Cesare Pavese e Ernesto De Martino alla realizzazione della cosiddetta "collana viola" della Einaudi, dedicata appunto alle scienze umane e sociali senza preclusioni per alcune di esse. Le sue ultime opere, Popolo e letteratura in Italia del 1959, Il mondo alla rovescia del 1963 e Le origini della poesia popolare uscito postumo nel 1966, segnano il ritorno di Cocchiara, quasi a mo' di chiusura ciclica del suo percorso di studioso e pensatore, ai primi interessi giovanili legati alla poesia popolare, alle narrazioni e alle tradizioni locali, tematiche rivisitate ora alla luce della sua esperienza di vita e di ricerca e che si concretizzerà, soprattutto nel secondo libro, nelle rassegnate riflessioni sulle immagini mitiche – e periodicamente disattese dalla realtà in cui vive – che l'uomo si fa del mondo che vorrebbe, sempre ordinato ma continuamente in disordine nei fatti.

## Eredità

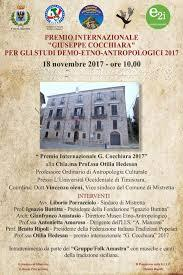
locandina Premio Cocchiara 2017

Nel 2014 la Federazione italiana tradizioni popolari, in collaborazione con il Comune di Mistretta, istituisce il "Premio Internazionale Giuseppe Cocchiara" per studi demo-etno-antropologici. Il premio è intitolato "alla memoria dell'insigne studioso che, nella prima metà del Novecento, partendo da Mistretta, sua città natale, ha contribuito a gettare le basi dell'antropologia moderna" ed "è volto a dare giusto riconoscimento agli studiosi italiani e stranieri che, con le loro ricerche teoriche, metodologiche e sul campo, conducono indagini in diversi ambiti delle discipline demoetnoantropologiche riguardanti le differenti realtà socio-culturali". L'iniziativa del premio si colloca nel quadro dell'importanza che in Sicilia, già a partire dalla fine dell'Ottocento fino ad oggi, hanno avuto gli studi demo-etno-antropologici nel panorama intellettuale italiano, con le attività di studio, di ricerca e di documentazione etno-antropologiche condotte, tra gli altri, da Pitré, Salvatore Salomone Marino, Cocchiara, Carmelina Naselli, Santi Correnti, Giuseppe Bonomo, Antonino Buttitta, Aurelio Rigoli, Salvatore D'Onofrio, Silvana Miceli, Gabriella D'Agostino, Berardino Palumbo, Ignazio E. Buttitta e, in generale, da quella che è nota come la "scuola palermitana di antropologia", fra le più importanti negli studi folklorici, la cultura popolare e la storia delle tradizioni popolari.

## Galleria d'immagini

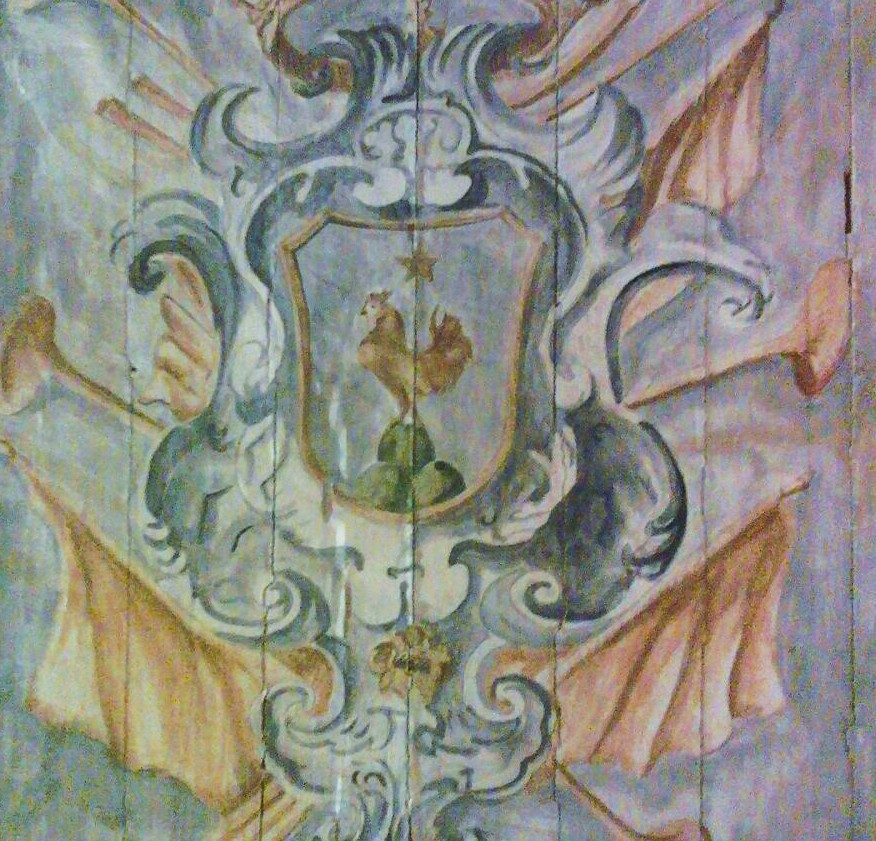
Stemma araldico della famiglia Cocchiara Insinga
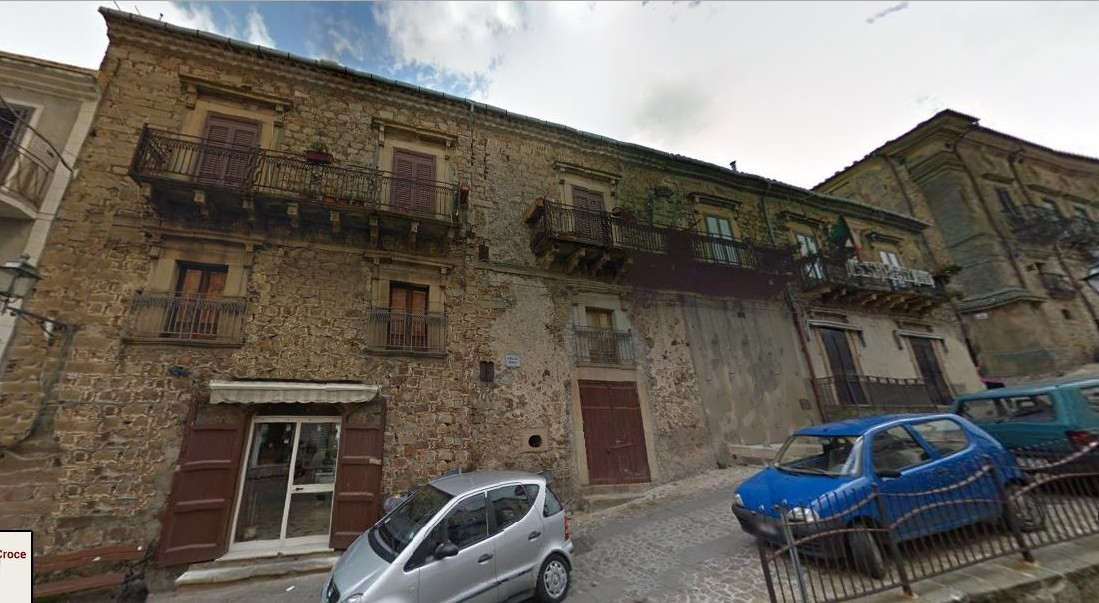
Palazzetto
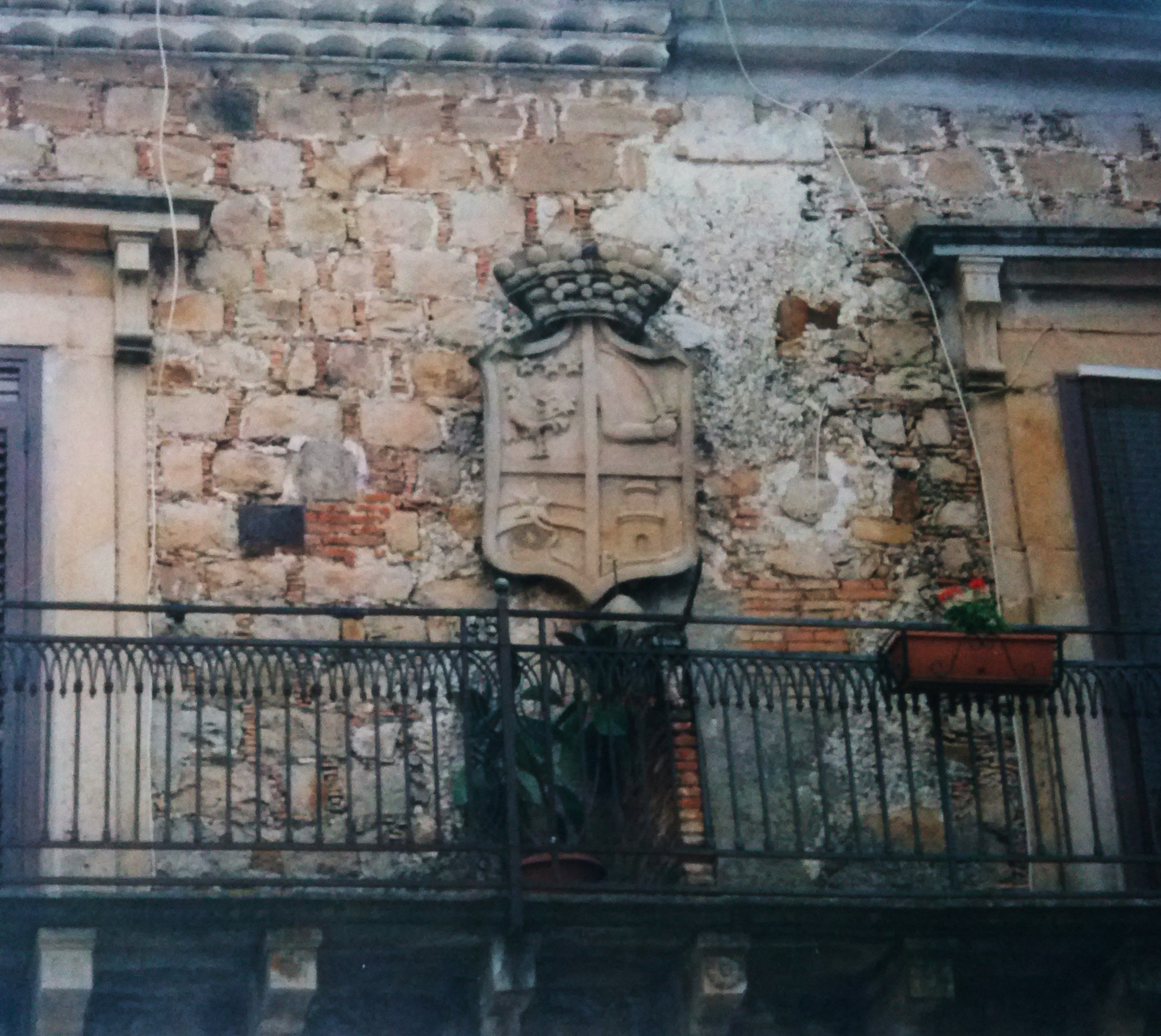
Particolare della facciata su via Libertà
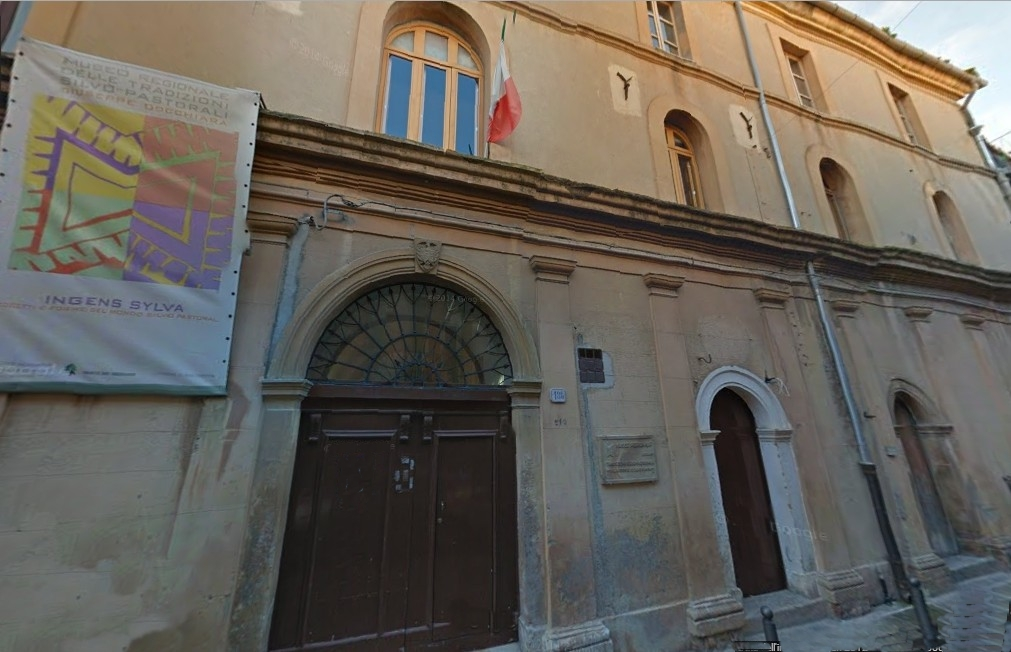
Museo Cocchiara

## Opere
- Popolo e canti nella Sicilia d'oggi. Girando Val Demone (1923)
- Le vastasate. Contributo alla storia del teatro popolare (1926)
- Folklore (1927)
- Federico II legislatore e il Regno di Sicilia (1927)
- Gli studi delle tradizioni popolari in Sicilia. Introduzione alla storia del folklore italiano (1928)
- L'anima del popolo italiano nei suoi canti (1929)
- Il linguaggio del gesto (1932)
- La leggenda di Re Lear (1932)
- La vita e l'arte del popolo siciliano nel Museo Pitré (1938)
- Problemi di poesia popolare (1939)
- Le immagini devote del popolo siciliano (1940)
- Giuseppe Pitré e le tradizioni popolari (1941)
- Genesi di leggende (1941)
- Il linguaggio della poesia popolare (1942)
- Il diavolo nella tradizione popolare italiana (1945)
- Storia degli studi delle tradizioni popolari in Italia (1947)
- Il mito del buon selvaggio (1948)
- Pitré, la Sicilia e il folklore (1951)
- Storia del folklore in Europa (1952)
- Il paese di Cuccagna e altri studi di folklore (1956)
- Popolo e letteratura in Italia (1959)
- L'eterno selvaggio. Presenza e influsso del mondo primitivo nella cultura moderna (1961)
- Il mondo alla rovescia (1963)
- Le origini della poesia popolare (1966, postumo)
- Giuseppe Cocchiara - Raffaele Pettazzoni, Lettere (1928-1959) {a cura e con introduzione (pp. V-XXXII) di Alessandro D'Amato}, supplemento a «Il Pitré. Quaderni del Museo Etnografico Siciliano», VII, 25, aprile-giugno 2006.